# Clethra bodinieri
Clethra bodinieri är en tvåhjärtbladig växtart som beskrevs av H. Lév. Clethra bodinieri ingår i släktet Clethra och familjen Clethraceae. Inga underarter finns listade i Catalogue of Life.